# 瓦利吉耶尔
瓦利吉耶尔（法語：Valliguières，法語發音：[valigjɛʁ]）是法国加尔省的一个市镇，属于尼姆区。

## 地理
瓦利吉耶尔（44°0'26"N, 4°34'45"E）面积19.25 平方千米，位于法国奧克西塔尼大區加尔省，该省份为法国南部沿海省份，南端濒地中海，北起顺时针与阿尔代什省、沃克吕兹省、罗讷河口省、埃罗省、阿韦龙省和洛泽尔省接壤。
与瓦利吉耶尔接壤的市镇（或旧市镇、城区）包括：埃斯泰扎尔格、拉卡佩勒和马斯莫莱讷、卡斯蒂永迪加尔、普济亚克、罗谢福尔迪加尔、圣伊莱尔多济扬、圣维克托拉科斯特。

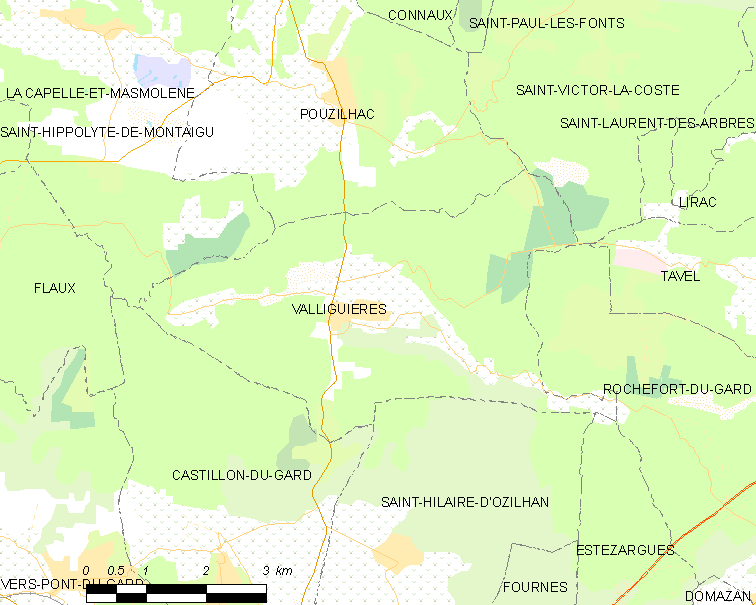
瓦利吉耶尔的OSM定位图

瓦利吉耶尔的时区为UTC+01:00、UTC+02:00（夏令时）。

## 行政
瓦利吉耶尔的邮政编码为30210，INSEE市镇编码为30340。

## 政治
瓦利吉耶尔所属的省级选区为勒代桑县。

## 人口

1962-2008年间瓦利吉耶尔人口变化图示

瓦利吉耶尔于2022年1月1日时的人口数量为652人。